# Coccothrinax salvatoris
Coccothrinax salvatoris es una especie de palmera endémica del este y centro de Cuba.

## Taxonomía
Coccothrinax salvatoris fue descrita por León y publicado en Memorias de la Sociedad Cubana de Historia Natural "Felipe Poey" 13: 125, en el año 1939.
Variedades aceptadas
- Coccothrinax salvatoris subsp. loricata (León) Borhidi & O.Muñiz[3]

Sinonimia
- Coccothrinax salvatoris subsp. salvatoris
- Coccothrinax salvatoris var. loricata León
- Coccothrinax yunquensis Borhidi & O. Muñiz